# هارون مارتن
هارون مارتن (بالإنجليزية: Aaron Martin) هو لاعب كرة قدم أمريكية أمريكي، ولد في 10 فبراير 1941 في نيوبيرن في الولايات المتحدة.

## وصلات خارجية
- هارون مارتن على موقع مرجع كرة القدم المحترفة.كوم (الإنجليزية)